# Centro studi sulle nuove religioni
Il Centro studi sulle nuove religioni, in acronimo CESNUR, è un centro di ricerca sul pluralismo religioso e sulle minoranze religiose con sede a Torino, fondato nel 1988 da Massimo Introvigne.

## Attività
Il CESNUR si occupa di osservare e valutare la nascita e l'espansione dei movimenti religiosi e, più in generale, del pluralismo religioso in Italia e nel mondo. L'attività forse più nota del CESNUR è il convegno internazionale annuale, che organizza dal 1988 e che ogni anno si tiene in una sede diversa, quasi sempre universitaria: nel 2006 la Università statale di San Diego, in California; nel 2007 l'Università Michel de Montaigne Bordeaux 3; nel 2008 (per la terza volta) la London School of Economics, nel 2016 la Daejin University di Pocheon, Corea del Sud, nel 2017 l'Università di Gerusalemme.
Il Centro ha pubblicato o patrocinato una sessantina di volumi in lingua italiana. Tra questi, il più noto è l'Enciclopedia delle religioni in Italia (Elle Di Ci, Leumann (Torino), 2001): la seconda edizione di questa opera è uscita nel 2006 con il nuovo titolo, Le religioni in Italia e la terza, con il titolo originario, nel 2013; può vantare di essere il manuale più completo sulla materia.
Inoltre, il CESNUR gestisce un sito web, in cui pubblica articoli, riporta informazioni sulle proprie attività e offre un repertorio enciclopedico online delle religioni e dei movimenti religiosi e spirituali presenti in Italia, e possiede una ricca biblioteca presso la propria sede in via Confienza, 19 a Torino. La biblioteca è di proprietà personale del dottor Massimo Introvigne, ma i volumi sono resi disponibili al pubblico per la consultazione.
Negli anni 2000 il CESNUR ha diversificato la sua attività, occupandosi anche di fondamentalismo islamico e, più in generale, di sociologia delle religioni e del pluralismo religioso.
Dal 2006 al 2008 è stato impegnato in una ricerca sull'immigrazione cinese, cui hanno partecipato numerosi ricercatori dell'Università di Torino, seguita da una ricerca sul buddismo a Torino curata dalla stessa équipe. 
Dal 2018, il CESNUR pubblica il magazine quotidiano online sulla religione in Cina Bitter Winter.

## Organizzazione
Il CESNUR è retto da un comitato scientifico internazionale, di cui fanno parte:
- Massimo Introvigne, direttore del Centro;
- Luigi Berzano, presidente del CESNUR, sacerdote e ordinario di sociologia presso l'Università di Torino;
- Pierluigi Zoccatelli, professore di sociologia delle religioni presso l'Università Pontificia Salesiana di Torino e vice-direttore del Centro;
- Eileen Barker, professoressa emerita di sociologia presso la London School of Economics;
- J. Gordon Melton, pastore metodista, presidente dell'Institute for the Study of American Religion e docente presso la Baylor University di Waco, in Texas;
- Jean-François Mayer, di religione russo-ortodossa, storico delle religioni e direttore dell'istituto "Religioscope", in Svizzera;

## Critiche
Una critica viene mossa al centro riguardo ad una possibile mancanza di neutralità dovuta all'appartenenza presente o passata dei suoi vertici all'associazionismo cattolico e a partiti politici di destra. Il CESNUR afferma di essere "indipendente da qualunque organizzazione religiosa o confessionale", ma molti dei suoi dirigenti italiani, fra cui lo stesso Introvigne, Marco Respinti e Pierluigi Zoccatelli, sono o sono stati membri di Alleanza Cattolica (di cui Introvigne è stato fino al 2016 reggente nazionale vicario). 
In particolare, il CESNUR è accusato da parte di vari studiosi ed attivisti  di difendere culti controversi, come Scientology, la Chiesa dell'Unificazione, la Chiesa di Dio Onnipotente, ecc., dando luogo ad una azione di lobbying. Fra i maggiori critici figurano il sociologo Stephen A. Kent e lo psicologo Luigi Giovanni Corvaglia. Secondo Stephen Kent dell'università dell'Alberta, il CESNUR è "il gruppo di lobbying di più alto profilo per le religioni controverse" e il suo direttore sarebbe "[un] accanito critico di qualsiasi tentativo razionale di identificare o limitare i cosiddetti 'culti' [il quale] si è espresso contro ciò che considera intolleranza verso le 'religioni minoritarie, specialmente in Belgio, Francia e Germania."
Phil Lord, della McGill University, ha espresso perfino l'ipotesi che il CESNUR sia finanziato da Scientology. Luigi Corvaglia ipotizza che il CESNUR sia il "front office" di una vasta rete di "apologeti dei culti" con la funzione di agente di influenza al fine di creare un atteggiamento benevolo verso le "sette" presso l'opinione pubblica per fini di geopolitica.
Il direttore Introvigne è inoltre un personaggio politicamente impegnato: è stato membro fino al 2007 della Unione dei Democratici Cristiani e Democratici di Centro e uno dei fondatori del think tank Nova Res Publica, promosso nel 1999 da Silvio Berlusconi. Introvigne si è sempre difeso dalle accuse di commistione tra affari politici e studi del centro distinguendo fra le posizioni personali sue e di altri collaboratori e le posizioni del CESNUR, rilevando come di questo facciano parte - anche nel gruppo dei fondatori e dei dirigenti - persone con idee politiche e religiose lontanissime dalle sue, che hanno dato vita al CESNUR non per perseguire un'agenda politica ma per scopi di ricerca scientifica.